# Karl Hansen (Pädagoge)
Karl Hansen (vor 1910 – nach 1950) war ein deutscher Sprachheilpädagoge sowie Wissenschaftlicher Rat, Dozent und Professor am Pädagogischen Institut der Universität Hamburg.

## Leben
Hansen promovierte 1928 bei Gustaf Deuchler an der Universität Hamburg. Dann wurde er dort von 1930 bis 1937 Wissenschaftlicher Rat am Pädagogischen Institut. Seine Monographie Die Problematik der Sprachheilschule in ihrer geschichtlichen Entwicklung war eine bedeutende theoretische Zusammenfassung des Standes der Sprachheilpädagogik in Deutschland. 1937 wurde er zum Professor für Jugend- und Charakterkunde an der Hamburger Hochschule für Lehrerbildung. Weil er seinen „Ariernachweis“ nicht vollständig belegen konnte, wurde er nach der Auflösung der HfL 1941 nicht von der Lehrerbildungsanstalt übernommen, sondern wieder an die Universität Hamburg versetzt. Dort wirkte er bis in die 1950er Jahre. Im November 1933 unterzeichnete er das Bekenntnis der deutschen Professoren zu Adolf Hitler.

## Schriften
- Atmungsbewegungen bei stotternden Schulkindern: pneumographisch untersucht hinsichtlich Frequenz, Dauer, Ausdehnung-Zusammenziehung, Geschwindigkeit, Synchronismus, Typus und Unregelmäßigkeit, Neuhaus-Elbe: Lust, 1928. (Phil. Dissertation an der Universität Hamburg v. 15. Jan. 1928)
- Bericht über einen stotternden Knaben. In: Zeitschrift für pädagogische Psychologie und Jugendkunde, 30. Jg. 1929, S. 221–237.
- Die Problematik der Sprachheilschule in ihrer geschichtlichen Entwicklung. C. Marhold, Halle a.S. 1929.
- Arzt und Lehrer im Kampfe gegen die Sprachgebrechen. In: Schlenkrich, Johannes (Hrsg.): Das sprachkranke Kind. Bericht über die Verhandlungen auf der Tagung in Halle a.S. 23. bis 25. Mai 1929. Halle 1930, S. 70–98.
- Das Sprachheilwesen im Ausland, 1931.
- Über das Sprachheilwesen in den Vereinigten Staaten. In: Die Hilfsschule, 24. Jg. 1931, H. 9, S. 515–543.
- Die Geschichte der Lehrerfortbildung in Hamburg – Zum 25–jährigen Bestehen des Instituts für Lehrerfortbildung am 24. November 1950, Hamburg 1950
- Die Entwicklung des Instituts für Lehrerfortbildung in Hamburg, mit Walter Schultze, in: Lehrerfortbildung: Festschrift zum 25jährigen Bestehen des Instituts für Lehrerfortbildung in Hamburg, hrsg. von der Gesellschaft der Freunde des Vaterländischen Schul- und Erziehungswesens, – Hamburg [u. a.]: Hartung, 1950